# Nationalparkhaus Zernez

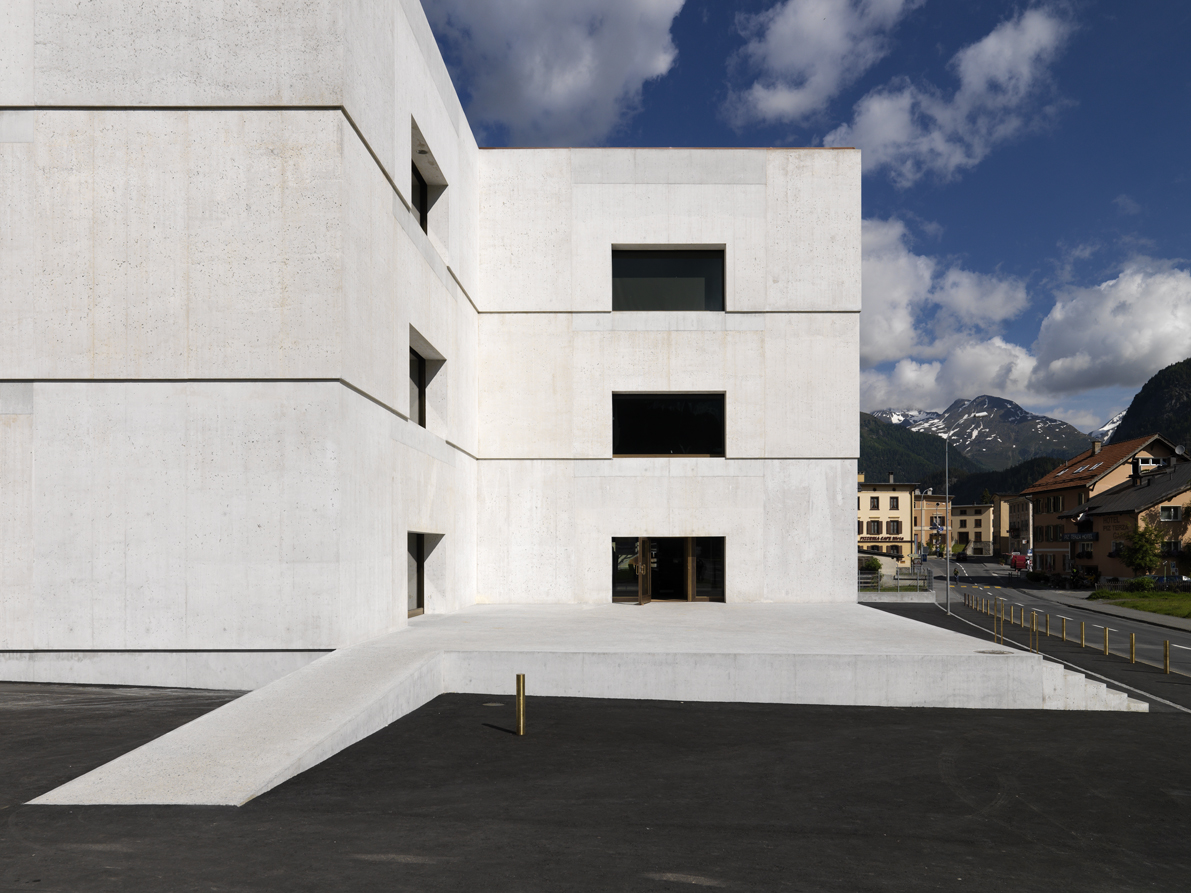
Eingang

Das Nationalparkhaus Zernez  ist ein Museum in der Unterengadiner Gemeinde Zernez. Es bildet das Herzstück des Nationalparkzentrums (rätoromanisch im Idiom Vallader Center dal parc naziunal). 

## Geschichte
Der kubische und monolithische Bau an der Ofenpassstrasse wurde zwischen 2002 und 2008 von Valerio Olgiati entworfen. Der Churer Bauingenieur und Architekt Patrick Gartmann von Conzett Bronzini Gartmann, Jon Andrea Könz und Joseph Schwartz zeichneten verantwortlich für das Tragwerk. Ausführende Firma war Archobau. Mitarbeiter von Ogiati waren Aldo Duelli (PL), Fabrizio Ballabio, Theo Barmettler, Pascal Flammer, Herwig Lins und Sara Wiedenbeck. 2008 erhielt der Bau den Hasen in Gold und 2009 den Architekturpreis Beton. In der Jury sassen Andrea Hämmerle, Heinrich Haller, Domenic Toutsch, Thomas Meyer, Ulrich Brogt, Beat Consoni, Silvia Gmür, Meinrad Morger. Eröffnet wurde das Haus am 31. Mai 2008 durch den Schweizer Bundesrat Moritz Leuenberger. Es beherbergt das Besucherzentrum des Schweizerischen Nationalparks und bietet als naturkundliches Museum über drei Stockwerke verteilt Dauerausstellungen zu Flora und Fauna der Region. Fotografisch wurde das Haus von Javier Miguel Verme dokumentiert.

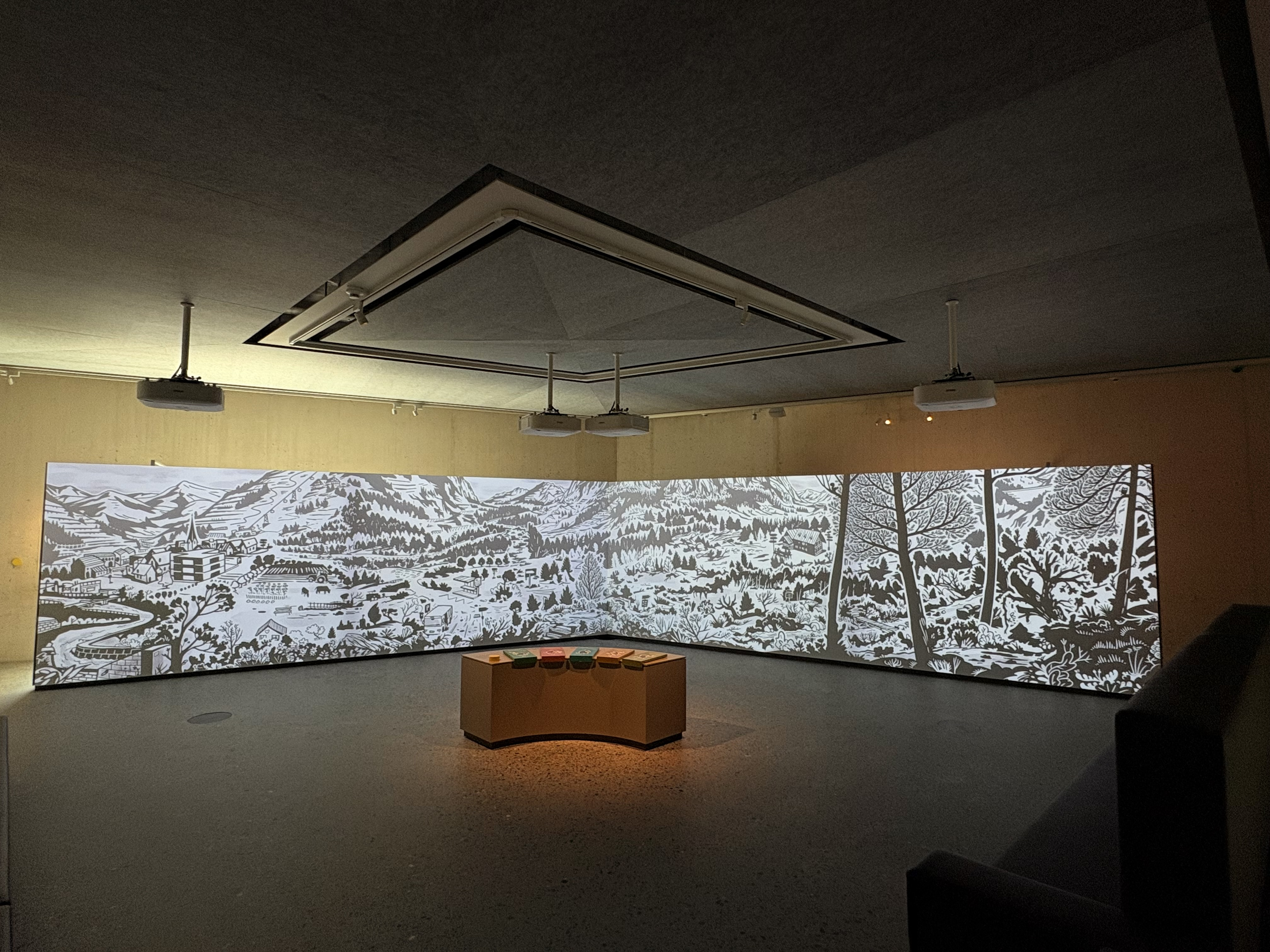
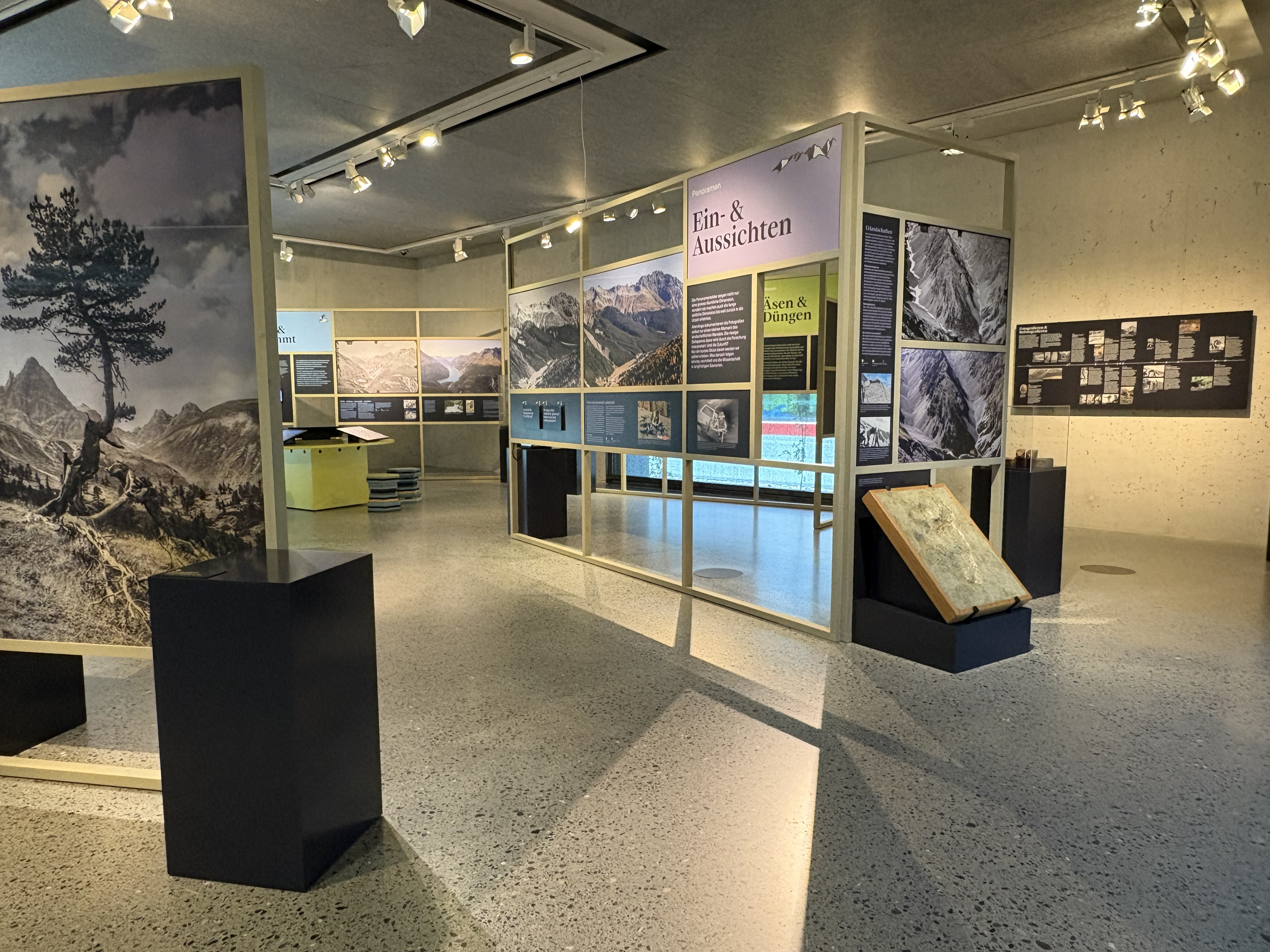
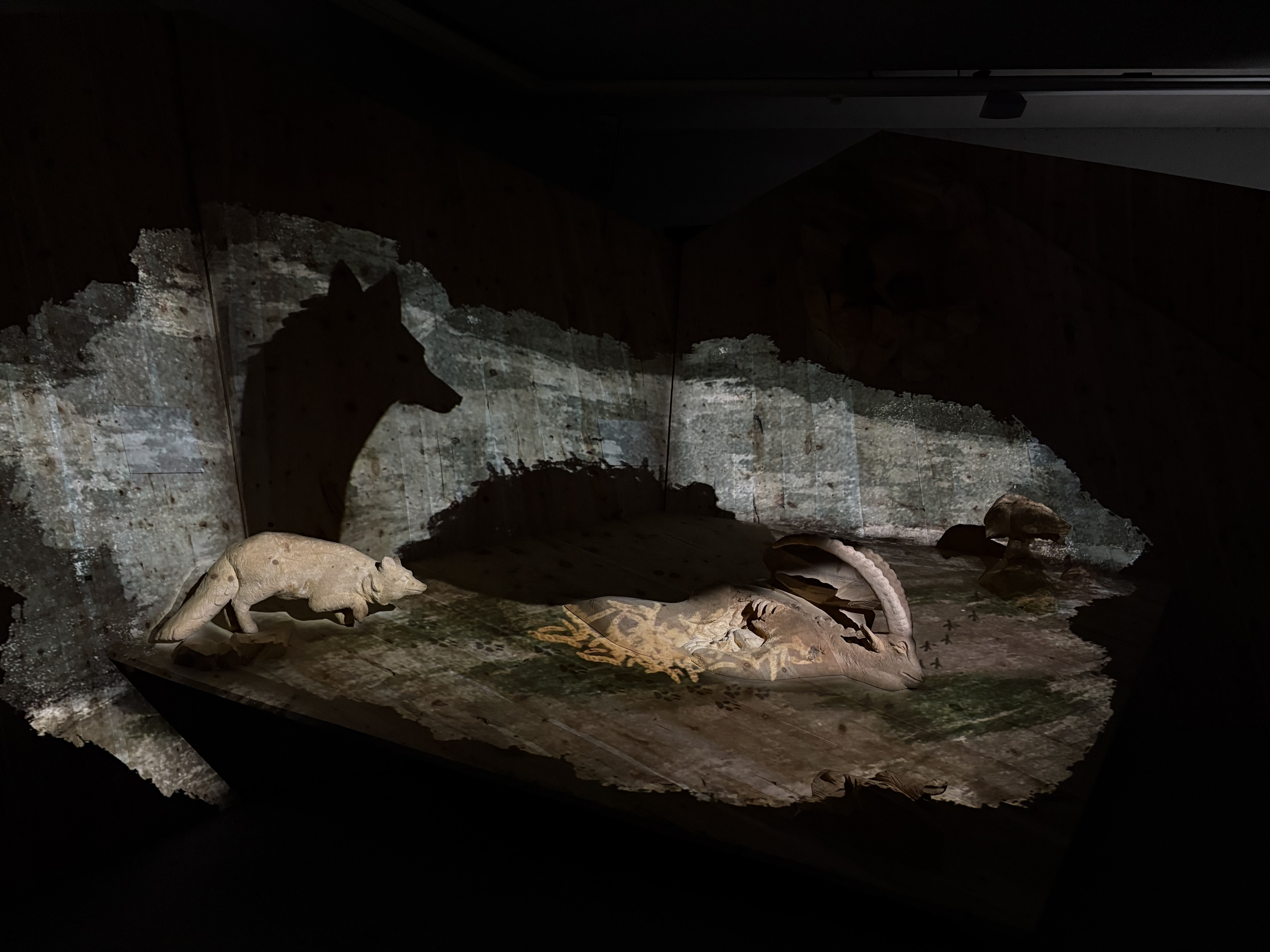
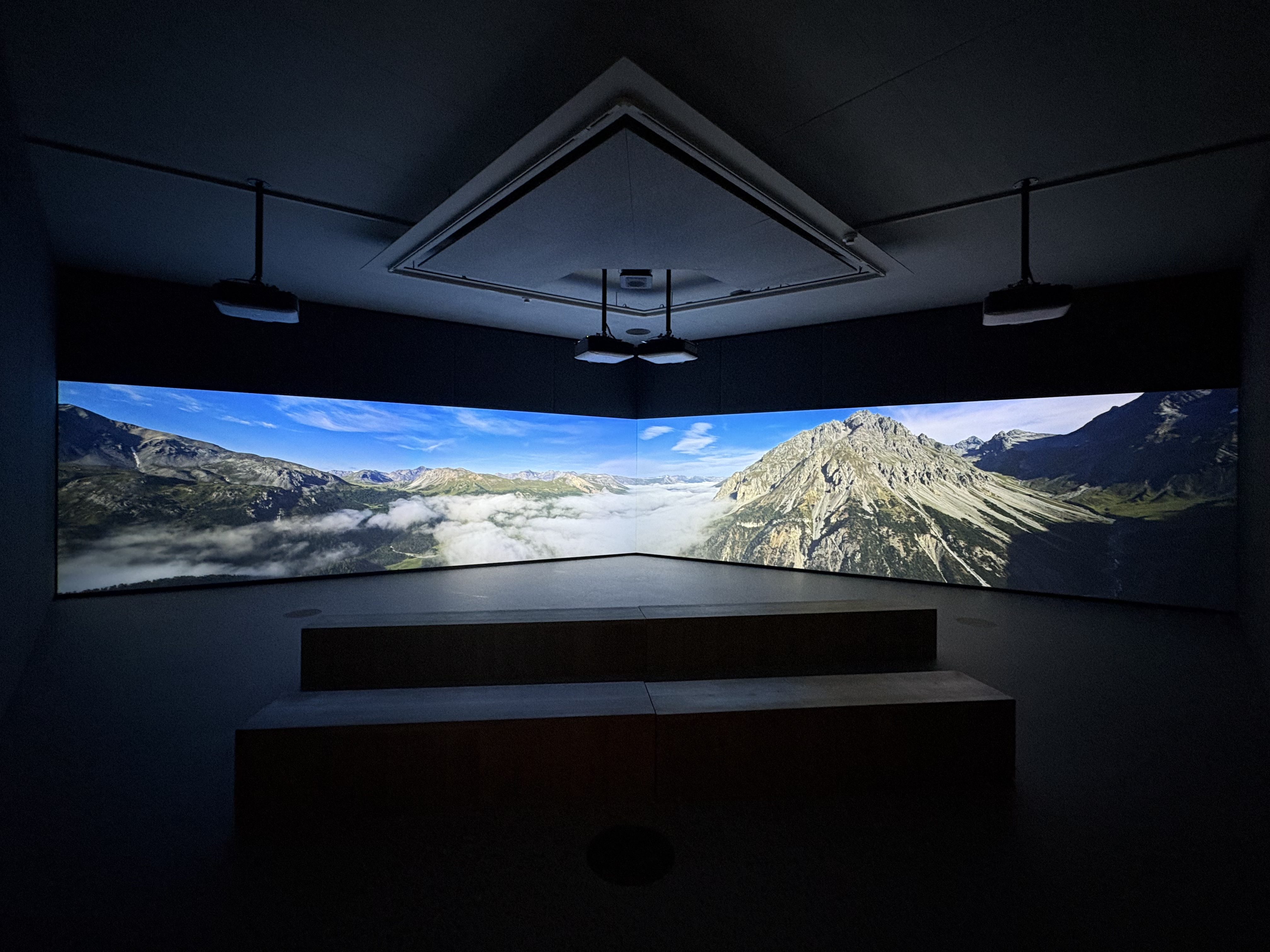